# Pelham Bay Park (metrostation)
Pelham Bay Park is een station van de metro van New York aan Lijn 6 bij Pelham Bay Park. Het is gelegen in de borough The Bronx. Het is het noordelijk terminusstation van lijn 6.
Het station bevindt zich op een viaduct naast de Bruckner Expressway. Het station en het aangrenzende traject werd in dienst genomen op 20 december 1920 en het eerstvolgende station, in westelijke richting, is Buhre Avenue.
Metrolijn 6 doet het station niet altijd aan.
Van noord naar zuid:
Pelham Bay Park · 
Buhre Avenue · 
Middletown Road · 
Westchester Square-East Tremont Avenue · 
Zerega Avenue · 
Castle Hill Avenue · 
Parkchester · 
St. Lawrence Avenue · 
Morrison Avenue-Soundview · 
Elder Avenue · 
Whitlock Avenue · 
Hunts Point Avenue · 
Longwood Avenue · 
East 149th Street · 
East 143rd Street-St. Mary's Street · 
Cypress Avenue ·
Brook Avenue · 
Third Avenue-138th Street · 
125th Street · 
116th Street · 
110th Street · 
103rd Street · 
96th Street · 
86th Street · 
77th Street · 
68th Street-Hunter College · 
59th Street · 
51st Street · 
Grand Central-42nd Street · 
33rd Street · 
28th Street · 
23rd Street · 
14th Street-Union Square · 
Astor Place · 
Bleecker Street · 
Spring Street · 
Canal Street · 
Brooklyn Bridge-City Hall